# Gare de Lapalisse - Saint-Prix
La gare de Lapalisse - Saint-Prix est une gare ferroviaire française, fermée, de la ligne de Moret - Veneux-les-Sablons à Lyon-Perrache. Elle est située sur le territoire de la commune de Saint-Prix, au sud de Lapalisse, dans le département de l'Allier, en région Auvergne-Rhône-Alpes.

## Situation ferroviaire
Établie à 319 mètres d'altitude, la gare de Lapalisse - Saint-Prix est située au point kilométrique (PK) 371,662 de la ligne de Moret - Veneux-les-Sablons à Lyon-Perrache entre les gares ouvertes de Saint-Germain-des-Fossés (s'intercale la gare fermée de Saint-Gérand-le-Puy - Magnet) et de Roanne (s'intercalent les gares fermées d'Arfeuilles - Le Breuil, de Saint-Pierre-Laval, de Saint-Martin - Sail-les-Bains, de La Pacaudière et de Saint-Germain-Lespinasse).

## Histoire
La gare est mise en service le 13 juin 1857 et revient à la Compagnie des chemins de fer de Paris à Lyon et à la Méditerranée (PLM), qui récupère ainsi une concession attribuée à la Compagnie du chemin de fer Grand-Central de France, dont l'existence prend fin en 1857.
C'est donc le PLM qui prolonge la ligne jusqu'à Roanne le 7 juin 1858 et, en atteignant Le Coteau le 3 novembre de la même année, réalise le chaînon manquant entre Moret - Veneux-les-Sablons et Lyon-Perrache.
Cette gare est fermée au trafic voyageurs ferroviaire[Depuis quand ?]. En 2012, un car TER assurait une desserte les lundis matin (sauf fêtes) entre Lapalisse - Saint-Prix et Roanne et les vendredis soir (sauf fêtes) entre Roanne et Lapalisse - Saint-Prix. Cette desserte n'est plus prévue en 2014.

## Patrimoine ferroviaire
Le bâtiment voyageurs porte le style de la Compagnie du Grand-Central, qui disparut officiellement quelques jours après la mise en service de la gare.